# Stigmidium epiramalina
Stigmidium epiramalina är en lavart som först beskrevs av Vouaux, och fick sitt nu gällande namn av Hafellner 1994. Stigmidium epiramalina ingår i släktet Stigmidium och familjen Mycosphaerellaceae.   Inga underarter finns listade i Catalogue of Life.